# Lima (ur. 1983)
Lima, właśc. Rodrigo José Lima dos Santos (ur. 11 maja 1983 w Monte Alegre) – brazylijski piłkarz występujący na pozycji napastnika.
W 2008 roku gracz Santos FC, w 2009 roku występował w klubie Campeonato Brasileiro Série A Avaí FC. Od 2009 roku był zawodnikiem portugalskiego CF Os Belenenses, zaś latem 2010 roku przeniósł się do SC Braga. W 2012 roku podpisał kontrakt z Benficą.